# Хмельницька єпархія ПЦУ
Хмельницька єпархія — єпархія Православної церкви України на території Хмельницькій області.
У склад Хмельницької єпархії входить місто Хмельницький разом із Хмельницькою областю.
В Хмельницький області нараховується 20 адміністративних районів, а також шість міст обласного підпорядкування, які діють як окремі адміністративні одиниці.
У всіх районах області діють парафії церкви.
Секретар єпархії — протоієрей Володимир Марущак (настоятель храму Всіх святих Землі Української міста Хмельницький).
Кафедральний собор — Святого апостола Андрія Первозванного міста Хмельницький (настоятель протоієрей Іван Марущак).

## Правлячі архієреї
- 23 червня 1991 — 25 червня 1992 — єпископ Антоній (Фіалко)
- вересень 1992 — листопад 1992 — єпископ Іоан (Сіопко)
- 17 грудня 1992 — 25 червня 1993 — єпископ Стефан (Ладчук)
- 17 червня 1995 — 19 жовтня 1995 — єпископ Мефодій (Кудряков)
  - 23 жовтня 1995 — 27 жовтня 1997 — єпископ Тернопільський і Кременецький Іов (Павлишин) (в. о.)
- 27 жовтня 1997 — 23 березня 2021 — митрополит Антоній (Махота)
  - 24 березня 2021 — 24 травня 2021 архієпископ Тернопільський і Кременецький Нестор (Писик) (в. о.)
- з 24 травня 2021 — єпископ Павло (Юристий)

## 4 Городоцьке, благочинний протоієрей Павло Глінських
| №  | Населений пункт         | Назва                            | Адреса | Настоятель                   |  | Примітка |
| -- | ----------------------- | -------------------------------- | ------ | ---------------------------- |  | -------- |
| 1  | м. Городок              | Храм св. мч. Людмили             |        | прот. Павло Глінських        |  |          |
| 2  | с. Сатанів              | Храм Свято-Воскресенський        |        | прот. Олександр Даніловський |  |          |
| 3  | с. Клинове              | Храм Свято-Іллінський            |        | прот. Степан Ковальчук       |  |          |
| 4  | с. Великий Карабчіїв    | Храм Різдва Пресвятої Богородиці |        | прот. Юрій Яцків             |  |          |
| 5  | с. Іванківці            | Храм Свято-Вознесенський         |        | прот. Миколай Коростіль      |  |          |
| 6  | с. Велика Яромирка      | Храм Свято-Троїцький             |        | прот. Ярослав Нижникк        |  |          |
| 7  | с. Курівка              | Храм Свято-Воздвиженський        |        | прот. Ярослав Леськів        |  |          |
| 8  | с. Бедриківці           | Храм Свято-Димитріївський        |        | прот. Василь Сідляр          |  |          |
| 9  | с. Слобідка Сатанівська | Храм Свято-Троїцький             |        | прот. Володимир Наглій       |  |          |
| 10 | с. Турчинці             | Храм Різдва Пресвятої Богородиці |        | прот. Миколай Антонишин      |  |          |

## 5 Деражнянське, благочинний протоієрей Петро Байда
| №  | Населений пункт | Назва                                       | Адреса | Настоятель                |  | Примітка |
| -- | --------------- | ------------------------------------------- | ------ | ------------------------- |  | -------- |
| 1  | м. Деражня      | Храм св. славних і всехвальних 12 апостолів |        | прот. Петро Байда         |  |          |
| 2  | с. Загінці      | Храм Покрови Пресвятої Богородиці           |        | прот. Петро Байда         |  |          |
| 3  | с. Коржівці     | Храм св. ап. Петра і Павла                  |        | архимандрит Іов (Радочин) |  |          |
| 4  | смт. Вовковинці | Храм св. ап. Петра і Павла                  |        | прот. Іван Ребюк          |  |          |
| 45 | с. Галузинці    | Храм Архистратига Михаїла                   |        | прот. Іван Коржук         |  |          |
| 6  | с. Явтухи       | Храм св. ап. Петра і Павла                  |        | прот. Володимир Ланецький |  |          |

## 7 Ізяславське, благочинний протоієрей Володимир Ковальчук
| №  | Населений пункт   | Назва                                      | Адреса            | Настоятель                      |  | Примітка |
| -- | ----------------- | ------------------------------------------ | ----------------- | ------------------------------- |  | -------- |
| 1  | с. Велика Радогощ | Храм Свято-Михайлівський                   |                   |                                 |  |          |
| 2  | с. Долоччя        | Храм св. ап. Луки                          |                   |                                 |  |          |
| 3  | с. Васьківці      | Храм Апостола Івана Богослова              |                   | протоієрей Миколай Назарчук     |  |          |
| 4  | с. Двірець        | Храм Хресто-Воздвиженський                 |                   | протоієрей Миколай Назарчук     |  |          |
| 5  | с. Закружці       | Храм Свято-Успенський                      |                   |                                 |  |          |
| 6  | м. Ізяслав        | Храм Свято-Пантелеймонівський              |                   | митр. прот. Володимир Ковальчук |  |          |
| 7  | м. Ізяслав        | Храм Свято-Миколаївський                   |                   | митр. прот. Володимир Ковальчук |  |          |
| 8  | с. Клубівка       | Храм Святих мучеників Козьми і Даміана     |                   | протоієрей Миколай Назарчук     |  |          |
| 9  | с. Кунів          | Храм Різдва Пресвятої Богородиці           |                   |                                 |  |          |
| 10 | с. Мала Радогощ   | Храм Покрови Пресвятої Богородиці          |                   |                                 |  |          |
| 11 | с. М'якоти        | Храм св. великомучениці Параскеви П'ятниці |                   |                                 |  |          |
| 12 | с. Пильки         | Храм святого Димитрія Солунського          |                   |                                 |  |          |
| 13 | с. Плужне         | Храм Свято-Троїйцький                      | вул. Островського | протоієрей Юрій Приймак         |  |          |
| 14 | с. Сошне          | Храм Святої Параскеви Сербської            |                   |                                 |  |          |
| 15 | с. Сохужинці      | Храм Свято-Михайлівський                   |                   |                                 |  |          |
| 16 | с. Теліжинці      | Храм Покрови Пресвятої Богородиці          |                   | протоієрей Віталій Олійник      |  |          |
| 17 | с. Христівка      | Храм Покрови Пресвятої богородиці          |                   | протоієрей Віталій Костюк       |  |          |
| 18 | с. Чижівка        | Храм Іоанно-Богословський                  |                   |                                 |  |          |

## 10 м. Нетішин ігумен Владислав (Федотов)
| № | Населений пункт | Назва                                     | Адреса | Настоятель                 |  | Примітка |
| - | --------------- | ----------------------------------------- | ------ | -------------------------- |  | -------- |
| 1 | м. Нетішин      | Храм ікони Божої Матері «Неопалима купина |        | протоієрей Олег Ільків     |  |          |
| 2 | м. Нетішин      | Храм св. влмч. Параскеви П'ятниці         |        | ієрей Богдан Павлюк        |  |          |
| 3 | м. Нетішин      | Храм Арх. Михаїла                         |        | ігумен Владислав (Федотов) |  |          |

## 13 Старокостянтинівське протоієрей Степан Капустинський
| №  | Населений пункт     | Назва                                            | Адреса | Настоятель                      |  | Примітка |
| -- | ------------------- | ------------------------------------------------ | ------ | ------------------------------- |  | -------- |
| 1  | м. Старокостянтинів | Храм Свято-Троїцький                             |        | протоієрей Степан Капустянський |  |          |
| 2  | м. Старокостянтинів | Храм Різдва Пресвятої Богородиці                 |        | ігумен Лаврентій (Павчук)       |  |          |
| 3  | м. Старокостянтинів | Храм Свято-Андріївський                          |        | архімандрит Єрмоген (Карташов). |  |          |
| 4  | с. Григорівка       | Храм Свято-Миколаївський                         |        | протоієрей Роман Тарабан        |  |          |
| 5  | с. Веснянка         | Храм Свято-Юріївський                            |        | протоієрей Миколай Капляр       |  |          |
| 6  | с. Пашківці         | Храм св. апостола і євангелиста Іоанна Богослова |        | протоієрей Ігор Рачок           |  |          |
| 7  | с. Великі Мацевичі  | Храм Різдва Пресвятої Богородиці                 |        | протоієрей Іван Левицький       |  |          |
| 8  | с. Пеньки           | Храм Різдва Пресвятої Богородиці                 |        | протоієрей Ростислав Байда      |  |          |
| 9  | с. Воронківці       | Храм Свято-Михайлівський                         |        | протоієрей Андрій Янковський    |  |          |
| 10 | с. Іршики           | Храм Свято-Михайлівський                         |        | протоієрей Андрій Мартинюк      |  |          |
| 11 | с. Жабче            | Храм Свято-Троїцький                             |        | ієромонах Іоаким (Закаблук)     |  |          |
| 12 | с. Старий Остропіль | Храм Свято-Преображенський                       |        | ієрей Ігор Мисан                |  |          |
| 13 | с. Самчики          | Храм Свято-Параскевинський                       |        | ієрей Степан Олег Ганжа         |  |          |

## 17 Хмельницьке (міське) благочинний протоієрей Ярослав Рябий
| №  | Населений пункт                      | Назва                                             | Адреса                                                                         | Настоятель                                |  | Примітка |
| -- | ------------------------------------ | ------------------------------------------------- | ------------------------------------------------------------------------------ | ----------------------------------------- |  | -------- |
| 1  | м. Хмельницький                      | Свято-Андріївський кафедральний собор             | вул. Козацька, 69                                                              | протоієрей Іван Марущак                   |  | 1904     |
| 2  | м. Хмельницький                      | Свято-Покровський кафедральний собор              | вул. Володимирська 113                                                         | благочинний протоієрей Володимир Ільчишин |  | 1992     |
| 3  | м. Хмельницький                      | Храм Всіх Святих Землі Української                | вул. Тернопільська, 24                                                         | протоієрей Володимир Марущак              |  |          |
| 4  | м. Хмельницький                      | Храм великомученика Пантелеймона цілителя         | вул. Красовського, 26/1                                                        | протоієрей Леонід Дьяченко                |  |          |
| 5  | м. Хмельницький                      | Храм Архистратига Михаїла                         | вул. Курчатова, 4А                                                             | протоієрей Михаїл Наконечний              |  |          |
| 6  | м. Хмельницький                      | Храм св. великомученика Юрія Переможця            | вул. Курчатова, 98/2                                                           | протоієрей Ярослав Крупський              |  |          |
| 7  | м. Хмельницький                      | Храм Успіння Пресвятої Богородиці                 | Львівське шосе, 22А                                                            | протоієрей Анатолій Бих                   |  |          |
| 8  | м. Хмельницький                      | Домовий храм великомученика Пантелеймона цілителя | приміщення Хмельницького геріатричного пансіонату (4 поверх), вул. Перемоги, 7 |                                           |  |          |
| 9  | м. Хмельницький                      | Храм мученика Нестора Солунського                 | в/ч А4239 (м. Хмельницький, вул. Чорновола)                                    | капелан, архімандрит Даниїл (Тарнавський) |  |          |
| 10 | м. Хмельницький                      | Храм Введення Пресвятої Богородиці                | вул. Прибузька, 11/5А                                                          | протоієрей Степан Миронюк                 |  |          |
| 11 | м. Хмельницький                      | Храм Всіх Святих                                  | вул. Чайковського, 50                                                          | протоієрей Миколай Катрич                 |  |          |
| 12 | м. Хмельницький                      | Храм Свято-Духівський                             |                                                                                | протоієрей Вадим Акімов                   |  |          |
| 13 | м. Хмельницький                      | Храм преподобного Іова Почаївського               | вул. Залізняка, 12/1                                                           | протоієрей Ярослав Рябий                  |  |          |
| 14 | м. Хмельницький                      | Храм-Каплиця Архистратига Михаїла —               | територія НАДПСУ («Академія прикордонної служби»), вул. Шевченка, 46           | протоієрей Дмитро Махота                  |  |          |
| 14 | Храм-Каплиця св. мчч. Бориса і Гліба | м. Хмельницький                                   | територія ГУ УМВС («Управління Національної поліції»), вул. Зарічанська, 9;    | ієрей Миколай Левенець                    |  |          |

## 19 Шепетівське, благочинний протоієрей Василь Павлюк
| №  | Населений пункт    | Назва                                            | Адреса | Настоятель                     |  | Примітка |
| -- | ------------------ | ------------------------------------------------ | ------ | ------------------------------ |  | -------- |
| 1  | смт Гриців         | Храм святих апостолів Петра і Павла              |        | протоієрей Василь Павлюк       |  | 2016     |
| 2  | с. Брикуля         | Храм Свято-Троїцький                             |        | архімандрит Іов (Ладочин)      |  |          |
| 3  | с. Велика Шкарівка | Храм святого великомученика Димитрія Солунського |        | протоієрей Василь Павлюк       |  | 2002     |
| 4  | с. Вербівці        | Храм                                             |        | протоієрей Володимир Паращук   |  |          |
| 5  | с. Красносілка     | Храм                                             |        | протоієрей Сергій Скоробагатий |  |          |
| 6  | с. Коськів         | Храм Успіння Пресвятої Богородиці                |        | протоієрей Андрій Ковальчук    |  |          |
| 7  | с. Ленківці        | Храм Архистратига Михаїла                        |        | протоієрей Андрій Ковальчук    |  |          |
| 8  | с. Лавринівці      | Храм Свято-Покровський                           |        | протоієрей Володимир Паращук   |  |          |
| 9  | с. Судилків        | Храм св. влмч. Димитрія Солeнського              |        | протоієрей Сергій Скоробагатий |  |          |
| 10 | с. Судилків        | Храм Свято-Троїцький                             |        | протоієрей Сергій Скоробагатий |  |          |
| 11 | м. Шепетівка       | Храм Свято — Володимирівський                    |        | протоієрей Василь Гетьман      |  |          |
| 12 | м. Шепетівка       | Храм Свято-Миколаївський                         |        | ієрей Михайло Гетьман          |  |          |
| 13 | с. Чотирбоки       | Храм святого апостола Івана Богослова            |        | протоієрей Володимир Паращук   |  |          |
| 14 | с. Михайлючка      | Храм Казанської ікони Божої Матері               |        | протоієрей Василь Сеник        |  |          |

## 20 Ярмолинецьке протоієрей Микола Ковалик
| № | Населений пункт | Назва                                                     | Адреса | Настоятель                   |  | Примітка |
| - | --------------- | --------------------------------------------------------- | ------ | ---------------------------- |  | -------- |
| 1 | с. Ярмолинці    | Храм Спасо-Преображенський                                |        | протоієрей Микола Ковалик    |  |          |
| 2 | с. Сутківці     | Храм Свято-Покровський                                    |        | протоієрей Микола Ковалик    |  |          |
| 3 | с. Соколівка    | Храм Свято-Успенський                                     |        | протоієрей Володимир Сакуляк |  |          |
| 4 | с. Москалівка   | Храм Свято-Воздвиженський                                 |        | протоієрей Іван Пелих        |  |          |
| 5 | с. Правдівка    | Храм Святих мучениць Віри Надії Любові та матері їх Софії |        | протоієрей Василь Стус       |  |          |
| 6 | с. Кадиївка     | Храм Свято-Миколаївський                                  |        | протоієрей Олександр Панов   |  |          |

## Світлини храмів

Храм Різдва Христового, Дунаївці
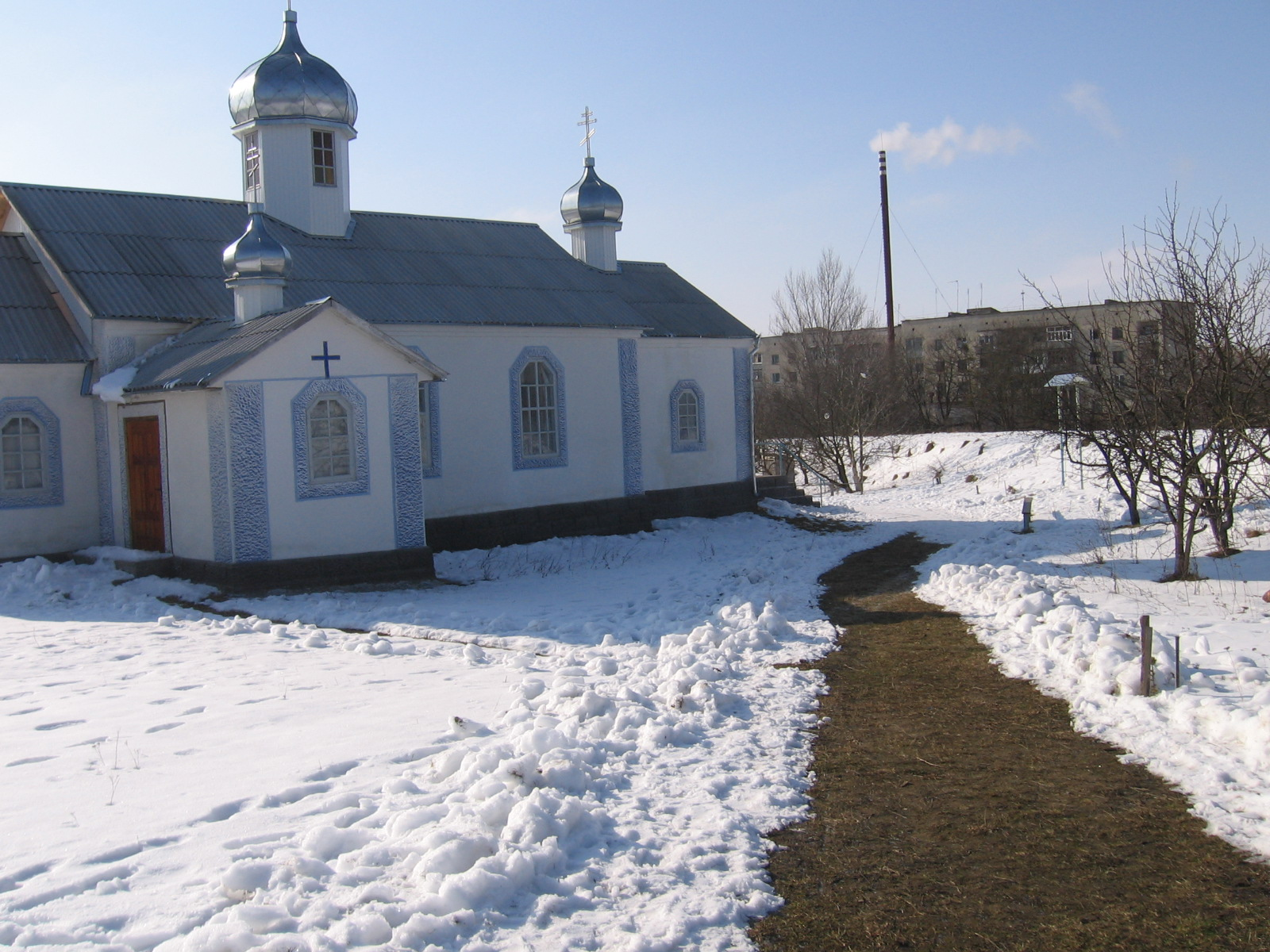
Церква Святого Пантелеймона, Ізяслав
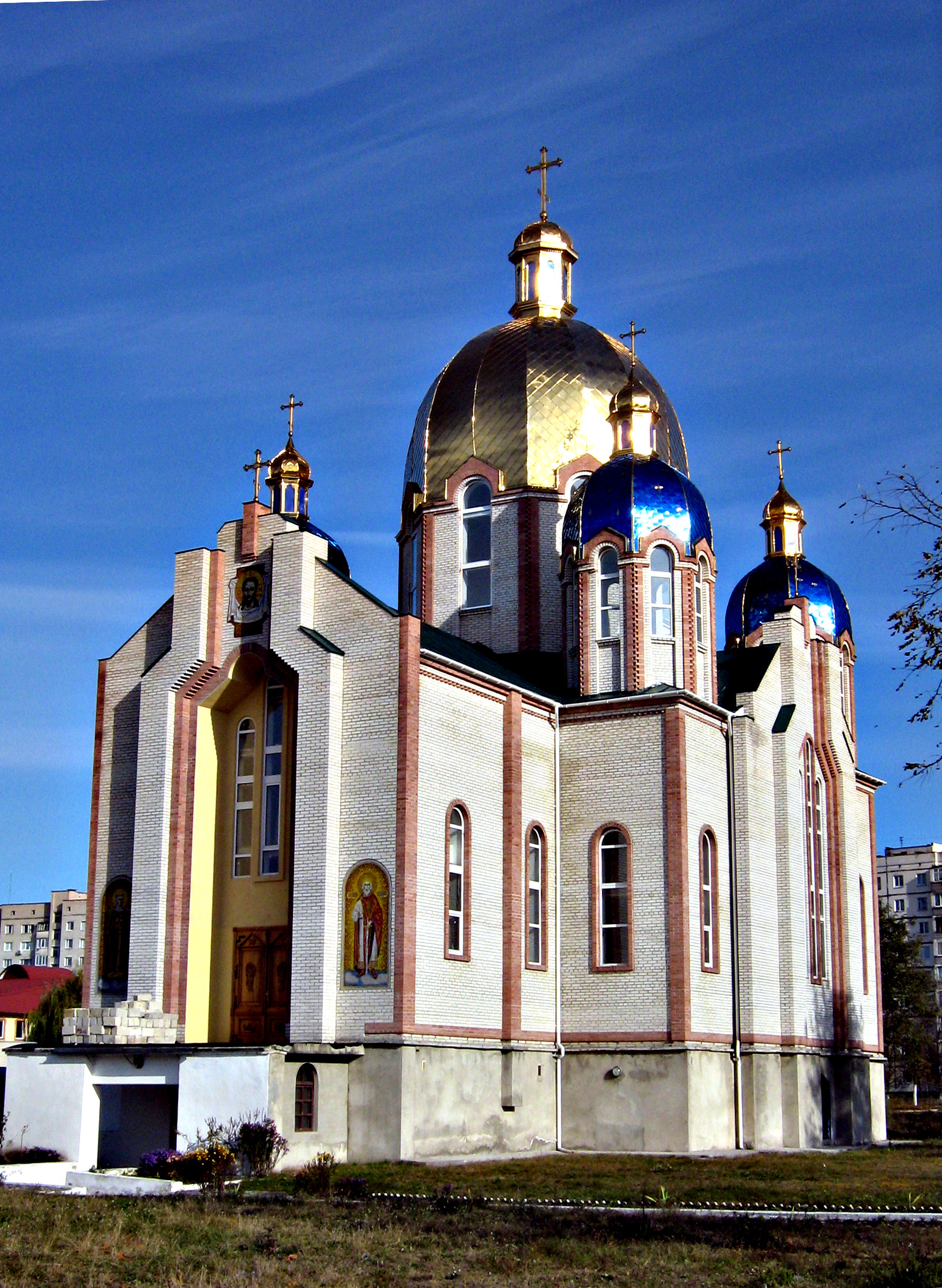
Церква Архистратига Михаїла, Нетішин
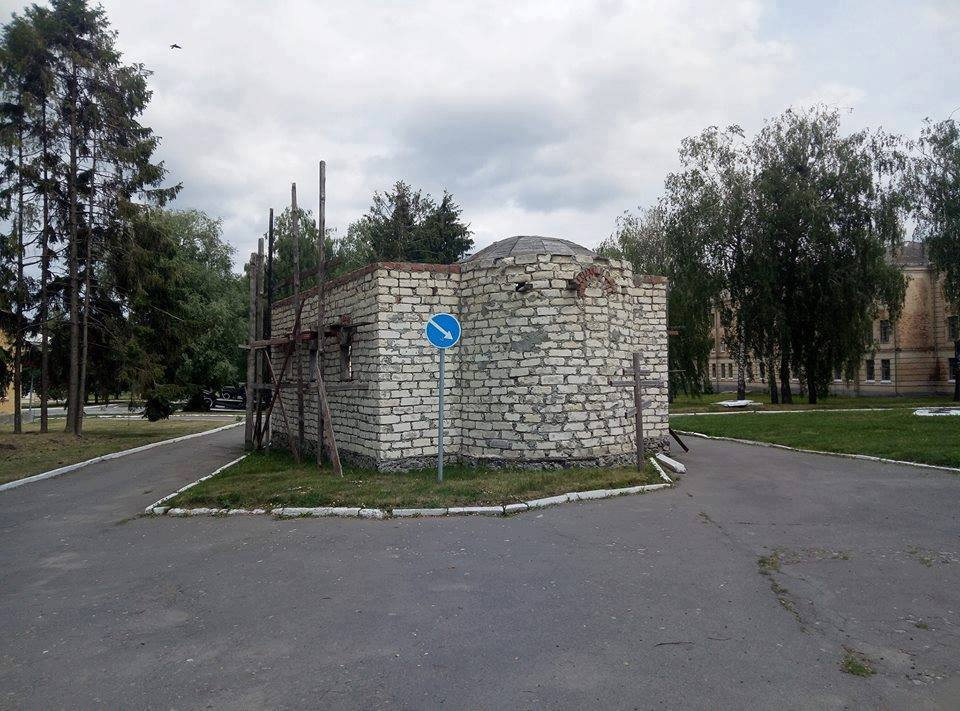
Каплиця (в стані будівництва) мученика Нестора Солунського
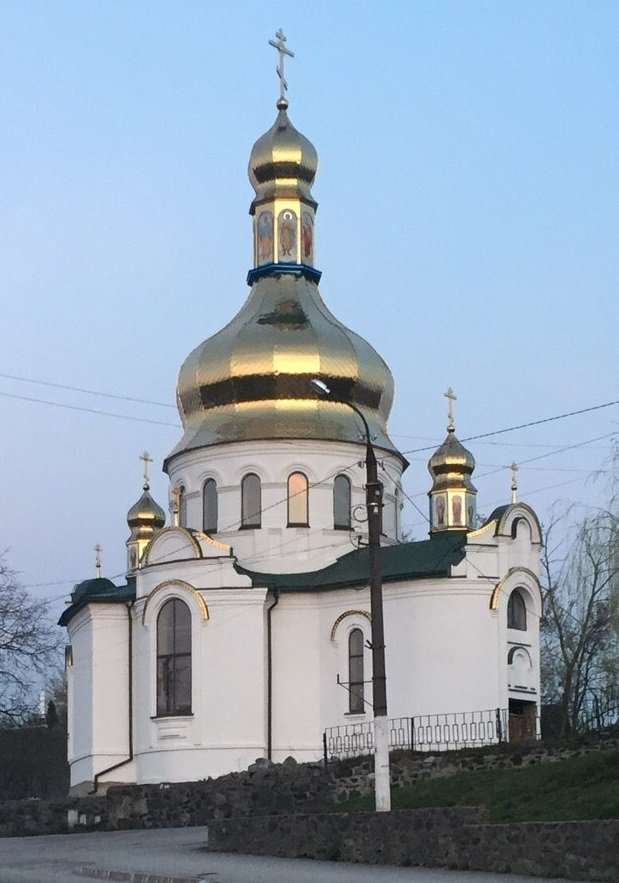
Церква Святої Трійці, Полонне